# Kataloniens herrlandslag i ishockey
Kataloniens herrlandslag i ishockey representerar Katalonien i ishockey på herrsidan och kontrolleras av det katalanska vintersportförbundet. Laget har endast spelat träningslandskamper.

## Historik
Laget spelade sin första match den 19 april 2003, då man vann med 2-0 mot Belgien i Puigcerda.

### Fotnoter
1. ↑  ”National Teams of Ice Hockey”. Arkiverad från originalet den 12 november 2011. https://web.archive.org/web/20111112131803/http://www.nationalteamsoficehockey.com/uploads/Catalonia_All_Time_Results.pdf. Läst 29 augusti 2011.